# オキサリルジヒドラジド
オキサリルジヒドラジド（英語: oxalyldihydrazide）は、化学式が NH2NHCOCONHNH2 で表される有機化合物の一つである。マンガン、鉄、コバルト、ニッケル、銅、亜鉛のような二価の第一遷移金属の配位子となることができる。無色または白色の固体で、冷水に溶けにくく、ほとんどの有機溶媒に溶けない。

## 合成
ヒドラジン水和物とシュウ酸エステルをアルコール溶液中、室温で反応させることにより合成できる。